# Sigtuna distrikt
Sigtuna distrikt är ett distrikt i Sigtuna kommun och Stockholms län. 
Distriktet ligger i Sigtuna.

## Tidigare administrativ tillhörighet
Distriktet inrättades 2016 och utgörs av en del av området Sigtuna stad omfattade till 1971, delen som staden omfattade före 1948.
Området motsvarar den omfattning Sigtuna församling hade vid årsskiftet 1999/2000.